# Sandra Rumolino
 (octobre 2019).
Si vous disposez d'ouvrages ou d'articles de référence ou si vous connaissez des sites web de qualité traitant du thème abordé ici, merci de compléter l'article en donnant les références utiles à sa vérifiabilité et en les liant à la section « Notes et références ».
Sandra Rumolino est une chanteuse argentine née en 1960 à Buenos Aires.

## Biographie
Née à Buenos Aires, Sandra Rumolino se sent très tôt passionnée par le répertoire populaire argentin[style à revoir][réf. nécessaire].
Dès ses débuts parisiens en 1987 au fameux cabaret argentin Les Trottoirs de Buenos Aires, elle a souvent mêlé au chant le théâtre et la danse. Depuis 1997, Sandra chante avec le Grand Orchestre de Tango de Juan José Mosalini dans le monde entier. Elle interprète depuis 2002 le rôle-titre de Maria de Buenos Aires, opérita d’Astor Piazzolla et Horacio Ferrer, accompagnée entre autres par l'Orchestre National de Flandres I Fiammingi en Belgique et en France, l'Ensemble de Basse-Normandie en France, dans le Lisinski Concert Hall avec l’Orchestre de chambre d'Ivan Filipović et les solistes de Zagreb en Croatie, à l'Opéra de Toulon, création avec le Ballet national de l’opéra, en Pologne, à la Philharmonie de Varsovie, dirigée par le guitariste Krzysztof Meissinger et en 2019, au festival de Saint Céré (France) sous la direction de Gaspar Brécourt. Elle s'est produite également dans les spectacles Flor de tango, Fatal tango, Un animal de dos lenguas, Pas à deux, Charbons ardents, Tangos, verduras y otras yerbas, Mambo mistico, Concha bonita, Histoire vraie de La Périchole, Otango ... sous la direction de différents metteur en scène comme Alfredo Arias, Julie Brochen, Camilla Saraceni, Véronique Bellegarde ou Jorge Rodriguez.
Depuis 2008 Sandra fait partie du spectacle Alma de tango (Noche tango) avec le Quatuor de Juan José Mosalini et les danseurs Jorge Rodriguez et Maria Filali. Invitée régulièrement pour enregistrer et chanter dans diverses formations : Ensemble Jerez Le Cam, Les Fleurs Noires, Quatuor Debussy, Quatuor Caliente, elle a travaillé aussi avec des grands solistes comme Ophélie Gaillard, Juanjo Mosalini, Victor Villena, William Sabatier, Ciro Perez … pour ne citer que quelques uns des musiciens qui depuis 30 ans font appel à l’une des chanteuse de tangos les plus réputées de la scène Européenne.
Entre janvier 2015 et novembre 2017, elle se produit en duo avec la guitariste et percussionniste français Kevin Seddiki, sur un répertoire qui va bien au delà du tango, avec aussi ses propres compositions. Leur premier album Tres Luceros sortie en avril 2016, a été très salué par la presse française et internationale.
Un nouveaux projet voit le jour en 2019 : Tangos entre cordes avec Cyril Garac au violon, Lionel Allemand au violoncelle et Leonardo Teruggi à la contrebasse et arrangements musicaux. Il s’agit d’un répertoire argentin varié et contemporain, avec également des nouvelles compositions où elle est l’autrice. Album enregistré en juillet 2019, sortie en 2022.
Actuellement dans Tablao de tango avec Rudi Flores à la guitare, Walter "Chino" Laborde voix et Franco Luciani à la harmonica, tous les 4 font redécouvrir l'essence pure du tango. 
En tant que pédagogue:
Sandra donne des cours particuliers, et dirige stages et Masterclasses de tango chanté pour différentes Associations en France. Elle a été enseignante pour des Master classes dans l’école “Les Glottes Trotteurs" pour le cursus «Classe de maître sur l’éthique, technique et esthétique du tango vocal» elle a fait partie de la programmation des pédagogues du Festival du Sud d'Arles en juillet 2010. Ses stages "La voix dans le tango : l'une des voies du tango" est une rencontre entre la voix de chacun et le tango comme vecteur d'émotions et d'histoire. Elle s'intéresse tout particulièrement au ressentie vibratoire de la voix dans le corps, à sa physiologie, aux émotions et au discours que chaque chanteur s'approprie pour créer sa propre interprétation, au travail technique vocale et corporel.
Sandra parcourt ainsi depuis des longues années les plus prestigieuses salles d’Europe et du monde entier, fière de sa culture Argentine et de son identité latine, curieuse et souvent prête aux fusions musicales les plus improbables, le tango reste la source où elle viendra puiser toutes les couleurs et tout le caractère, si propres au timbre de sa voix.
Depuis 2013, elle crée le Bordeaux Cité Tango Festival dont elle est directrice artistique.
Elle est mariée au danseur argentin de tango Jorge Rodriguez.

## Discographie

### En tant que soliste
- “Automne” - S.Rumolino (1995)
- “Por la vuelta” - S.Rumolino (2002)
- "Viento Sur", Sandra Rumolino chante Gerardo J.Le Cam (2008)
- "Tres Luceros", Sandra Rumolino & Kevin Seddiki (2016)
- "Tangos entre cordes" (2022)

### En tant qu'invitée
- “Couleur absence” - Adrien Politi (1996) (5 titres)
- “Un secreto” - Adrien Politi (1998) (1 titre)
- “Tangos volés” - musique du film d’Eduardo de Gregorio (2000) (1 titre)
- “Ciudad triste” -Grand Orchestre de tango J.J. Mosalini (2001) (2 titres)
- “Pas à deux” - musique du spectacle (2001) (5 titres)
- “Jeux de temps” – Jean-Marc Naoufal (2002) (5 titres)
- “Tant qu’il est possible” – J.M.Naoufal (4 titres) (2004)
- “Tango imaginario”- Ensemble J.Le Cam (5 titres) (2005).
- "Old places and new grounds”- Septette Tango Dorado (5 titres) (2007)
- "Live tango" - Juan José Mosalini et son Grand orchestre de tango (2008) (3 titres)
- "OTango" - musique du spectacle avec Cincotango et le chanteur José Luis Barreto (2010) (2 titres)
- "Un tren à José C Paz" Quinteto El Después (sortie en novembre 2011) 2 titres
- "Sortie de secours" - Orchestre Les Fleurs Noires (sortie en janvier 2012) (4 titres)
- "Alvorada" Ophélie Gaillard (2015) 1 titre
- "Reflejos Migrantes" Gerardo jerez Le Cam (2016) 2 Titres
- "A Contrafuego" Orchestre Les Fleurs Noires (2017) 2 Titres